# リウ・ウェン
リウ・ウェン（Liu Wen、1988年1月27日 - ）は、中国の女性ファッションモデルである。彼女は東アジア人として初めてヴィクトリア・シークレットのショーに出演し 、エスティローダーの広告塔になったモデルである。また、経済誌「フォーブス」による「世界で最も稼ぐモデル」リストに初めて入ったアジア人モデルでもある。2012年、ニューヨーク・タイムズは彼女を「中国初の真のスーパーモデル」と命名した。2017年、彼女はアメリカ版「ヴォーグ」の表紙に登場した最初の中国人モデルになった。
2014年7月、Models.comは彼女をアジア人で初めて「新スーパーモデル」と名付けた。同年10月、11月号「ヴォーグ・チャイナ」に登場したとき、雑誌の表紙でApple Watchを紹介する世界初の人物になった。
2015年4月、韓国人歌手チェ・シウォンと共に韓国のバラエティ番組「私たち結婚しました」の中国スピンオフに参加した。

## 生い立ち
湖南省永州市で生まれた。モデル活動を本格化する前はツアーガイドとして働いていた。

## 初期の経歴と成功
2005年に新シルクロード中国モデルコンテストに出場した。国際的なモデルドゥ・ジュアンが優勝したコンテストで、彼女は主要部門のコンピューターを獲得する事を望んでいた。彼女は賞を獲得できなかったが、これをきっかけにモデル活動を始め、『FHM』の表紙を飾るなど国内で成功した。彼女はそれから、中国版『ヴォーグ』『ハーパース・バザー』などの雑誌に登場した。
2007年9月にカール・ラガーフェルドとヴィクター&ロルフのショーに出演し、国際的なファッション界の注目を集めた。2008年にパリのマリリン・エージェンシーと契約した。同年2月にミラノコレクションでシャッツィ・チェン、シャネル、ジャン＝ポール・ゴルチエ、エルメスのショーに出演し、国際的なランウェイデビューを果たした。
2009年春にDKNYジーンズ、ギャップ、バーニーズ・ニューヨーク、ベネトン、アレキサンダー・ワン、コンバース、シーケーワンといった7つの大型キャンペーンに起用された。また、バーグドルフ・グッドマン、カルバン・クライン、アレキサンダー・ワン、ヴィヴィアン・タムのキャンペーンにも登場。
彼女は現在までに、中国版『ELLE』、『Marie claire』『ハーパース・バザー』『アリュール』『i-D』『インタビュー』『V』、アメリカ・中国・イギリス・ポルトガル・ドイツ・フランス版『W』と『ティーン・ヴォーグ』などの雑誌に登場している。
2009年にアジア人として初めてヴィクトリア・シークレットのショーに出演した。翌2010年も出演。
2010年4月にフランスのモデルコンスタンス・ヤブロンスキーと共にエスティローダーの広告モデルに起用された。ウェンは同ブランドに初めて起用されたアジア人モデルである。2012年3月、ニューヨーク・タイムズにより「中国初の真のスーパーモデル」と名付けられた 。同年、彼女は初めてカンヌ国際映画祭に出席した、2013年春、広く称賛された彼女のストリートスタイルにより、H&Mの「新しいアイコン」の1人になった。
2013年、経済誌「フォーブス」による「世界で最も稼ぐモデル」ランキングの5位に入り、同ランキングに初めて入ったアジア人になった。2014年もランキングに入り、年収は前年の430万ドルから700万ドルに上昇した。また、2013年には、Models.comによるトップ50モデルリストの3位に入った。彼女は歴史上、アジア系で最高位のモデルである。2014年7月、同サイトは、彼女を「新スーパーモデル」の地位に昇格させた。これはアジア人モデルとして初の名誉である。彼女は2015年2月現在、そのリストに残っている。
リウは、Instagramや新浪微博のようなソーシャルメディアで多くのフォロワーを獲得している。彼女の聴衆の勢いは、アメリカ版「ヴォーグ」が「リウ氏はどんなモデルよりも多くのソーシャルメディア・オーディエンスを持っている」と述べている。中国版「ヴォーグ」の2014年11月号の表紙に起用され、リウは雑誌の表紙でApple Watchを世界で初めて身に着けた。彼女は技術とファッションのクロスオーバーの時代の大使であることを広く認知された。
2017年、アメリカ版「ヴォーグ」創立125周年の同年3月号の表紙に、アジョワ・アボアー、アシュリー・グラハム、ジジ・ハディット、イマン・ハマン、ケンダル・ジェンナー、ヴィットリア・ セレッティと共に起用され、アメリカ版「ヴォーグ」の表紙に起用された初の中国人モデルになった。